# Eusphyra
Eusphyra – rodzaj drapieżnych ryb chrzęstnoszkieletowych z rodziny młotowatych (Sphyrnidae).

## Rozmieszczenie geograficzne
Do rodzaju należą gatunki występujące w wodach wschodniego Oceanu Indyjskiego i zachodniego Oceanu Spokojnego.

## Morfologia
Długość ciała do 186 cm.

## Systematyka
Rodzaj zdefiniował w 1862 roku amerykański zoolog (teriologia, ichtiologia i malakologia) Theodore Nicholas Gill w artykule poświęconym analitycznemu streszczeniu rzędu koleniokształtnych i rewizji nomenklatorycznej rodzajów, opublikowanym w czasopiśmie Annals of the Lyceum of Natural History of New York. Gatunkiem typowym jest (oryginalne oznaczenie) S. blochii.

### Etymologia
Eusphyra: gr. ευ eu ‘dobry, ładny, typowy’; σφυρα sphura ‘młot, bijak’.

### Podział systematyczny
Do rodzaju należą następujące gatunki:
- Eusphyra blochii (Cuvier, 1816)
- Eusphyra laticeps (Cantor, 1837)